# Elli Erl

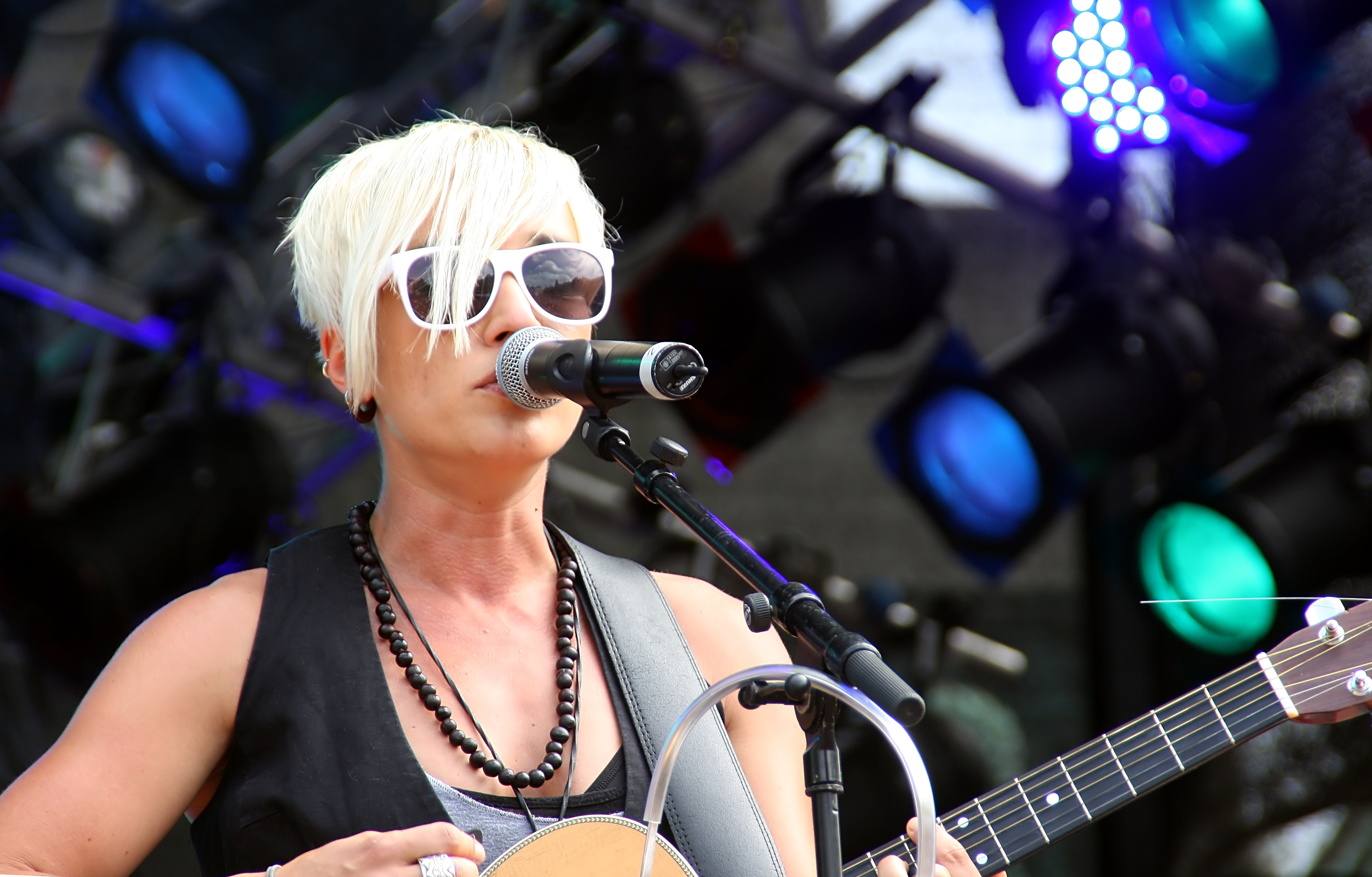
Elli Erl (2009)

Elisabeth Maria „Elli“ Erl (* 25. Mai 1979 in Straubing) ist eine deutsche Sängerin, die durch ihren Sieg in der zweiten Staffel der RTL-Castingshow Deutschland sucht den Superstar im Jahr 2004 bekannt wurde.

## Musikalische Karriere
Erl begann ihre Gesangskarriere in der Rockband Panta Rei, der Band des Regensburger Radiosenders Gong FM (GongFM-Band), sowie der Band Last orders, please (LOP). 

### Teilnahme anDeutschland sucht den Superstar
Bekannt wurde sie 2004 als Gewinnerin von Deutschland sucht den Superstar, der Castingshow des Fernsehsenders RTL. In der Finalsendung am 14. März 2004 setzte sich Erl gegen die 19-jährige Konkurrentin Denise Tillmanns durch. Bis 2013 war sie die einzige Frau, die bei DSDS gewann.

#### Auftritte bei DSDS
| Show                 | Lied                         | Original-Interpret      | Anrufer in Prozent  |
| Top 50               | Let It Rain                  | Amanda Marshall         | unbekannt           |
| Mein Popidol         | Like the Way I Do            | Melissa Etheridge       | 8,69 % (Platz 4/13) |
| Rock- und Popballade | I’m with You                 | Avril Lavigne           | 4,74 % (Platz 6/11) |
| Mein Geburtsjahr     | Hot Stuff                    | Donna Summer            | 8,50 % (Platz 4/10) |
| Weihnachten          | Happy Xmas (War Is Over)     | John Lennon & Yoko Ono  | 11,28 % (Platz 4/9) |
| Elton John & Madonna | American Pie                 | Madonna / Don McLean    | 7,68 % (Platz 6/8)  |
| Big Band             | It’s Not Unusual             | Tom Jones               | 10,84 % (Platz 3/7) |
| 70er                 | When I Need You              | Leo Sayer               | 15,50 % (Platz 4/6) |
| Filmmusik            | I Don’t Want to Miss a Thing | Aerosmith               | 17,30 % (Platz 4/5) |
| Songs der Jury       | Bette Davis Eyes             | Kim Carnes              | 17,63 % (Platz 3/4) |
| Songs der Jury       | Trouble                      | Pink                    | 17,63 % (Platz 3/4) |
| 60er                 | Son of a Preacher Man        | Dusty Springfield       | 38,17 % (Platz 1/3) |
| 60er                 | Dream a Little Dream of Me   | The Mamas and the Papas | 38,17 % (Platz 1/3) |
| Finale               | Like the Way I Do            | Melissa Etheridge       | 61,00 % (Platz 1/2) |
| Finale               | Out of Reach                 | Gabrielle               | 61,00 % (Platz 1/2) |
| Finale               | This Is My Life              | Elli Erl                | 61,00 % (Platz 1/2) |

### Musikalische Karriere nach DSDS

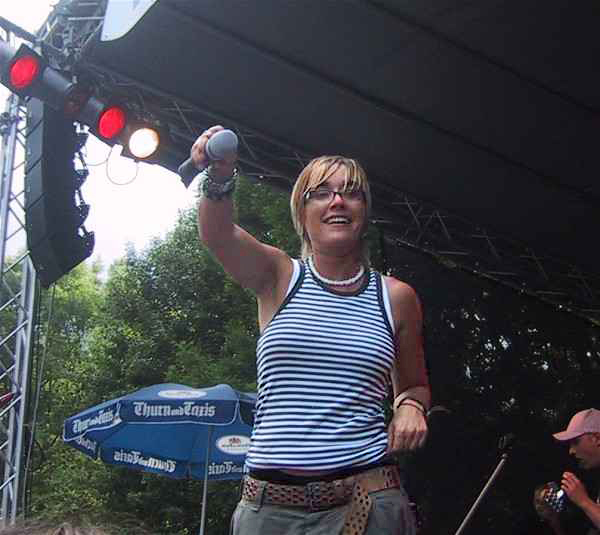
Elli Erl (2005)

Erls erster veröffentlichter Song hieß This Is My Life. Das von Dieter Bohlen geschriebene Lied wurde erst nach Protesten – es soll zu sehr „nach Dieter Bohlen“ geklungen haben – und darauf folgenden Modifikationen von Erl veröffentlicht. Kurze Zeit darauf beendete sie ihre geschäftliche Beziehung zu Bohlen. 
Im Juni 2005 bekam Erl mit Thomas M. Stein, dem ehemaligen BMG-Chef und Jurymitglied von Deutschland sucht den Superstar, einen neuen Manager. Anfang März 2006 wurde der Song Better than the Best zum firmeninternen Corporate Song des Unternehmens Deutsche Post World Net/DHL. Dieser wurde nicht kommerziell veröffentlicht, sondern an die Mitarbeiter versandt. Im April 2006 erschien die Single Get Up, mit der sie anschließend auf Tournee durch Deutschland und angrenzende Länder unter dem Titel Back to the Rockin’ Roots war. 
Im Juni 2007 erschien die Single Can’t Deny It, das dazugehörige Video entstand in Los Angeles unter der Regie von Ralf Strathmann. Für das zweite Album fand Erl Partner wie Gary Baker und Anthony Little aus Nashville. Das Album Moving On und die gleichnamige Single erschienen im Dezember 2007. Am 15. Mai 2009 erschien Erls Album Human bei ihrem Ende 2008 gegründeten Label 1773 Records. Über ihr Label bietet sie ihre Musik zum Download an. 
Im Februar 2011 erschien in der K.L.A.R.-Buchreihe ihr autobiografischer Roman Gecastet, in dem sie von ihrem Leben vor, während und nach DSDS erzählt. Sie ist Mitglied des musikalischen Allstar-Projekts Menschenskinder.

## Nach der musikalischen Karriere
Nach dem Abitur am Anton-Bruckner-Gymnasium Straubing hat Erl bis November 2005 an der Universität Regensburg Musik und Sport für das Realschullehramt studiert. Hauptberuflich arbeitet sie heute als Lehrerin für Musik und Sport an einer Realschule in Bayern. 2015 nahm sie als Teil des Duos Tina & Elli beim Kölner „Loss mer singe“-Casting für die Karnevalssession 2016 teil. Sie präsentierten handgemachte Musik mit der Gruppe Decke Trumm (Pauke) und Gitarre und gewannen zwei Tage in einem Tonstudio. Erl lebt in der Kölner Südstadt. 2019 heiratete sie ihre Freundin Tina Van Wickeren.

## Diskografie

### Studioalben
| Jahr | Titel           | Höchstplatzierung, Gesamtwochen, AuszeichnungChartplatzierungen (Jahr, Titel, Platzierungen, Wochen, Auszeichnungen, Anmerkungen) | Höchstplatzierung, Gesamtwochen, AuszeichnungChartplatzierungen (Jahr, Titel, Platzierungen, Wochen, Auszeichnungen, Anmerkungen) | Höchstplatzierung, Gesamtwochen, AuszeichnungChartplatzierungen (Jahr, Titel, Platzierungen, Wochen, Auszeichnungen, Anmerkungen) | Anmerkungen                                               |
| Jahr | Titel           | DE | AT | CH | Anmerkungen                                               |
| ---- | --------------- | --- | --- | --- | --------------------------------------------------------- |
| 1999 | 48 Minutes      | — | — | — | Erstveröffentlichung: 1999 mit Panta Rei                  |
| 2001 | Blurred Vision  | — | — | — | Erstveröffentlichung: 2001 mit Panta Rei                  |
| 2004 | Shout It Out    | DE33 (2 Wo.)DE | — | — | Erstveröffentlichung: 4. Oktober 2004                     |
| 2007 | Moving On       | — | — | — | Erstveröffentlichung: 7. Dezember 2007                    |
| 2008 | Neue Generation | — | — | — | Erstveröffentlichung: 29. August 2008 mit Menschenskinder |
| 2009 | Human           | — | — | — | Erstveröffentlichung: 15. Mai 2009                        |

### Singles
| Jahr | Titel Album                  | Höchstplatzierung, Gesamtwochen, AuszeichnungChartplatzierungen (Jahr, Titel, Album, Platzierungen, Wochen, Auszeichnungen, Anmerkungen) | Höchstplatzierung, Gesamtwochen, AuszeichnungChartplatzierungen (Jahr, Titel, Album, Platzierungen, Wochen, Auszeichnungen, Anmerkungen) | Höchstplatzierung, Gesamtwochen, AuszeichnungChartplatzierungen (Jahr, Titel, Album, Platzierungen, Wochen, Auszeichnungen, Anmerkungen) | Anmerkungen                           |
| Jahr | Titel Album                  | DE | AT | CH | Anmerkungen                           |
| ---- | ---------------------------- | --- | --- | --- | ------------------------------------- |
| 2004 | This Is My Life Shout It Out | DE3 (12 Wo.)DE | AT6 (13 Wo.)AT | CH11 (9 Wo.)CH | Erstveröffentlichung: 22. März 2004   |
| 2004 | In My Dream Shout It Out     | DE40 (5 Wo.)DE | — | — | Erstveröffentlichung: 12. Juli 2004   |
| 2004 | Not My Type Shout It Out     | DE90 (1 Wo.)DE | — | — | Erstveröffentlichung: 4. Oktober 2004 |
| 2006 | Get Up Moving On             | DE71 (2 Wo.)DE | — | — | Erstveröffentlichung: 7. April 2006   |
| 2007 | Can’t Deny It Moving On      | DE75 (3 Wo.)DE | — | — | Erstveröffentlichung: 8. Juni 2007    |

Weitere Singles
- 2000: Inside (mit Panta Rei)
- 2007: Moving On
- 2008: Wenn du lachst (mit Menschenskinder)
- 2009: Shadows

## Buchveröffentlichung
- Gecastet. Ein autobiografischer Jugendroman. Verlag an der Ruhr, Mülheim an der Ruhr 2011, ISBN 978-3-8346-0798-0.

## Auszeichnungen
- 2004: Radio Galaxy Award (Newcomerpreis)